# Contra non valentem agere non currit praescriptio
Contra non valentem agere non currit praescriptio è una frase latina la cui traduzione in italiano è: "contro chi non può agire non decorre la prescrizione". Strettamente collegato è il brocardo Actio nondum nata non praescribitur (Un'azione non ancora nata non è soggetta a prescrizione) esprime anch'esso il principio giuridico in virtù del quale un diritto non (ancora) esercitabile non è soggetto a prescrizione. Occorre, però, che la non possibilità dipenda da cause oggettive o comunque esterne e non quando dipenda dalla volontà dell'attore.  Questo concetto è espresso dal brocardo Actio nondum nata toties praescribitur quoties nativitas eius est in potestate actoris (in italiano Il diritto di esercitare l'azione si prescrive tutte le volte che il suo sorgere è rimessa alla potestà dell'attore).

## Diritto italiano
Nell'ordinamento civile italiano, la materia è regolata dall'art. 2942 del codice civile in cui si stabilisce come il decorso della prescrizione resti sospesa nei confronti di minori non emancipati, interdetti per il periodo in cui non siano rappresentati da un rappresentante legale e per i sei mesi successivi alla sua nomina. La sospensione della prescrizione si verifica anche in tempo di guerra a favore dei militari e di quei soggetti che si trovano impegnati a qualsiasi titolo a seguito delle forze militari.
Nell'ordinamento penale, l'istituto della prescrizione del reato (distinto dall'istituto della prescrizione della pena) è disciplinato dagli artt. 157 ss. del codice penale.

## Giurisprudenza
- Cassazione - Sezione I civile Sentenza 25 settembre-3 novembre 2006 n. 23596, su familex.it (archiviato dall'url originale il 23 gennaio 2009).